# Wolfspootuitbreekkommetje
Het wolfspootuitbreekkommetje (Pyrenopeziza lycopincola) is een schimmel uit de familie Ploettnerulaceae. Hij komt voor in oevers, venen en moerassen.

## Kenmerken
De apothecia (vruchtlichamen) hebben een diameter tot 3 mm. De asci zijn 75-115 µm lang. De ascosporen zijn 10,5-13 x 2-2,5 µm groot.

## Verspreiding
In Nederland komt het wolfspootuitbreekkommetje zeer zeldzaam voor.